# Ro.Bo.T.
I Ro.Bo.T. sono stati un trio di cantanti italiani attivo dal 1985 al 1989, formato da Rosanna Fratello, Bobby Solo e Little Tony (da cui il nome).

## Storia
Il gruppo si formò per partecipare alla manifestazione Premiatissima 1985 dove presentò brani legati al Festival di Sanremo, al quale proprio in quegli anni aveva partecipato Bobby Solo per ben quattro edizioni, ma senza riportare particolare successo. Nello stesso anno incisero la sigla di Buona Domenica, Ma in fondo l'Africa non è lontana su 45 giri, canzone che fu inserita anche nel film TV Ferragosto OK.
Nelle stagioni televisive 1987-1988 e 1988-1989 di Canale 5, parteciparono regolarmente  come ospiti fissi al programma a quiz Cantando cantando condotto da Gino Rivieccio. Successivamente il trio si sciolse, ma continuò comunque per qualche anno ancora ad apparire in alcune trasmissioni della Fininvest, dove ancora si esibiva come ospite fisso, come ad esempio nel quiz a premi Casa mia andato in onda nella stagione televisiva 1989 - 1990 su Canale 5 condotto sempre da Gino Rivieccio con Lino Toffolo. Nelle ultime apparizioni televisive, al trio spesso si aggiungeva anche una seconda voce femminile, quella di Wilma Goich.

## Formazione
- Rosanna Fratello - voce
- Bobby Solo - voce
- Little Tony - voce

## Discografia

### Album in studio
- 1985 – Le più belle canzoni di Sanremo
- 1987 – Cantando cantando

### Singoli
- 1986 – Ma in fondo l'Africa non è lontana/Non m'innamoro più